# Kanton Duclair
Der Kanton Duclair war bis 2015 ein französischer Wahlkreis im Arrondissement Rouen, im Département Seine-Maritime und in der Region Haute-Normandie; sein Hauptort war Duclair. Vertreterin im Generalrat des Départements war zuletzt von 2011 bis 2015 Pierrette Canu (PS).
Der Kanton Duclair war 191,07 km² groß und hatte (1999) 24.402 Einwohner, was einer Bevölkerungsdichte von 128 Einwohnern pro km² entsprach. Er war im Mittel auf 57 Meter über dem Meeresspiegel, zwischen 0 Meter in Jumièges und 134 Meter in Saint-Martin-de-Boscherville.

## Gemeinden
Der Kanton bestand aus 17 Gemeinden:
| Gemeinde                      | Einwohner Jahr | Fläche km² | Bevölkerungsdichte | Code INSEE | Postleitzahl |
| ----------------------------- | -------------- | ---------- | ------------------ | ---------- | ------------ |
| Anneville-Ambourville         | 1.214 (2013)   | 20,33      | 60 Einw./km²       | 76020      | 76480        |
| Bardouville                   | 677 (2013)     | 8,61       | 79 Einw./km²       | 76056      | 76480        |
| Berville-sur-Seine            | 559 (2013)     | 7,01       | 80 Einw./km²       | 76088      | 76480        |
| Duclair                       | 4.133 (2013)   | 10,02      | 412 Einw./km²      | 76222      | 76480        |
| Épinay-sur-Duclair            | 528 (2013)     | 6,61       | 80 Einw./km²       | 76237      | 76480        |
| Hénouville                    | 1.220 (2013)   | 10,69      | 114 Einw./km²      | 76354      | 76840        |
| Jumièges                      | 1.767 (2013)   | 18,75      | 94 Einw./km²       | 76378      | 76480        |
| Mauny                         | 168 (2013)     | 10,19      | 16 Einw./km²       | 76419      | 76530        |
| Le Mesnil-sous-Jumièges       | 626 (2013)     | 6,84       | 92 Einw./km²       | 76436      | 76480        |
| Quevillon                     | 598 (2013)     | 11,23      | 53 Einw./km²       | 76513      | 76840        |
| Sainte-Marguerite-sur-Duclair | 1.952 (2013)   | 7,26       | 269 Einw./km²      | 76608      | 76480        |
| Saint-Martin-de-Boscherville  | 1.480 (2013)   | 12,91      | 115 Einw./km²      | 76614      | 76840        |
| Saint-Paër                    | 1.313 (2013)   | 18,36      | 72 Einw./km²       | 76631      | 76480        |
| Saint-Pierre-de-Varengeville  | 2.244 (2013)   | 13,18      | 170 Einw./km²      | 76636      | 76480        |
| Le Trait                      | 5.195 (2013)   | 17,52      | 297 Einw./km²      | 76709      | 76580        |
| Yainville                     | 1.082 (2013)   | 3,31       | 327 Einw./km²      | 76750      | 76480        |
| Yville-sur-Seine              | 484 (2013)     | 8,25       | 59 Einw./km²       | 76759      | 76530        |

## Bevölkerungsentwicklung
| 1962   | 1968   | 1975   | 1982   | 1990   | 1999   | 2010   |
| ------ | ------ | ------ | ------ | ------ | ------ | ------ |
| 17.624 | 18.447 | 20.057 | 22.313 | 23.554 | 24.402 | 24.996 |